# Exit...Stage Left
| Críticas profissionais                                                      | Críticas profissionais |
| Avaliações da crítica                                                       | Avaliações da crítica  |
| Fonte                                                                       | Avaliação              |
| --------------------------------------------------------------------------- | ---------------------- |
| AllMusic                                                                    | 4.5 de 5 estrelas.     |
| Esta tabela precisa de ser acompanhada por texto em prosa. Consulte o guia. |                        |

Exit... Stage Left é o segundo disco ao vivo da banda canadense Rush. Foi gravado no Montreal Forum,Canadá (lado 1, 3 e 4) e no Glasgow Apollo Theatre, Escócia (lado 2) durante a turnê do disco Moving Pictures e lançado em outubro de 1981. A primeira edição do CD omitiu a faixa "A Passage to Bangkok". apesar dos locais de gravação, o palco que aparece na capa foi tirado de um show no Buffalo Memorial Auditorium, Buffalo, 1981.
Um vídeo com o mesmo nome foi lançado no  mesmo período, tendo este sido extraído da performance no Montreal Forum, Quebec, Canadá. Se tornando complemento para o disco. Algumas músicas do vídeo não entraram no disco, como "Limelight", "By Tor and The Snow Dog", "In the End", "In the Mood" e "2112 Grand Finale" - bem como há faixas que estão apenas no álbum, como "The Spirit Of Radio", "YYZ" (embora incluida de maneira resumida como áudio e em partes em Slow Motion como video no DVD como créditos, com entrevista com Neil Peart) e "La Villa Strangiato". O vídeo foi lançado em Laserdisc nos anos 1980, e relançado remixado em DVD por uma distribuidora independente, e anos após, em 2006, foi inserido no box set Replay x3, junto com vídeos subsequentes - Grace Under Pressure Tour e A Show of Hands. Apesar das criticas, o segundo álbum ao vivo do grupo foi muito bem aceito, face ao estrondoso sucesso de Moving Pictures.
Exit...Stage Left foi eleito o nono melhor álbum ao vivo de todos os tempos pela revista Classic Rock em 2004.

## Faixas
| N.º | Título                         | Duração |  |
| 1.  | "The Spirit of Radio"          | 5:12    |  |
| 2.  | "Red Barchetta"                | 6:48    |  |
| 3.  | "YYZ"                          | 7:44    |  |
| 4.  | "A Passage to Bangkok"         | 3:45    |  |
| 5.  | "Closer to the Heart"          | 3:09    |  |
| 6.  | "Beneath, Between, and Behind" | 2:34    |  |
| 7.  | "Jacob's Ladder"               | 8:47    |  |
| 8.  | "Broon's Bane"                 | 1:37    |  |
| 9.  | "The Trees"                    | 4:50    |  |
| 10. | "Xanadu"                       | 12:10   |  |
| 11. | "Freewill"                     | 5:33    |  |
| 12. | "Tom Sawyer"                   | 4:59    |  |
| 13. | "La Villa Strangiato"          | 9:38    |  |

## Créditos
- Geddy Lee: baixo, sintetizadores e vocal
- Alex Lifeson: guitarra, violão e backing vocals
- Neil Peart: bateria e percussão
- Produtor: Terry Brown
- Músicas: Lee e Lifeson
- Letras: Peart
- Direção de arte: Hugh Syme

1. ↑  BBC News Entertainment Thin Lizzy top live album poll Accessed 16 April 2006.